# King William's Town
King William's Town - appelé aussi Qonce depuis 2021 - est une ville d'Afrique du Sud située dans la province du Cap-Oriental. 
Surnommée simplement "King", la ville est située dans une région agricole au pied des montagnes d'Amathole sur la rivière Buffalo à 42 minutes en train de la ville d'East London.

## Administration
En 1994, les villes de Bisho et de King William's Town ont été unifiées sous une même administration. 
Depuis 2000, King William's Town fait partie de la municipalité de Buffalo City au côté d'East London, de Bisho et des townships de Mdantsane et Zwelitsha.

### Maires de KWT jusqu'en 1994
- Henry Leonard Head (1820-1871), premier maire en 1861
- Joseph Levy, maire en 1863-1864
- Franz Ginsberg (1862-1936), maire de 1904 à 1907
- James Leighton (1855-1930), maire en 1910-1911
- Siegfried Salomon, maire en 1912-1913
- Col. Sydney Richard Style (-1925), maire
- Rudolph Ginsberg (-1969), maire de 1943 à 1951
- Cecil Bruce Jennings (1914-1989), maire en 1965 et 1966
- J.D. Beacham, maire
- Eric J. Weyer, maire en 1980

## Quartiers
La commune de King William's Town se compose de 16 secteurs géographiques : Amatola View, Balazie Valley, Beacon Hill, Breidbach, Breidbach SH, Daleview, Echovale, Fort Hill, Headlands, Kaffrarian, King William's Town Ext 24, King Williams Town Ext 30, King William's Town SP, Schornville, Westbank et le village rural excentré d'Hanover. 
Le quartier le plus densément peuplé est celui de Beacon Hill (8 135 habitants). 

## Démographie
Selon le recensement de 2011, la commune compte 34 019 habitants dont 65,32 % de noirs, 25,64 % de coloureds et 5,56 % de blancs.
La langue maternelle la plus parlée est le xhosa (54,55 %) devant l'afrikaans (27,34 %) et l'anglais (13,71 %).

## Historique

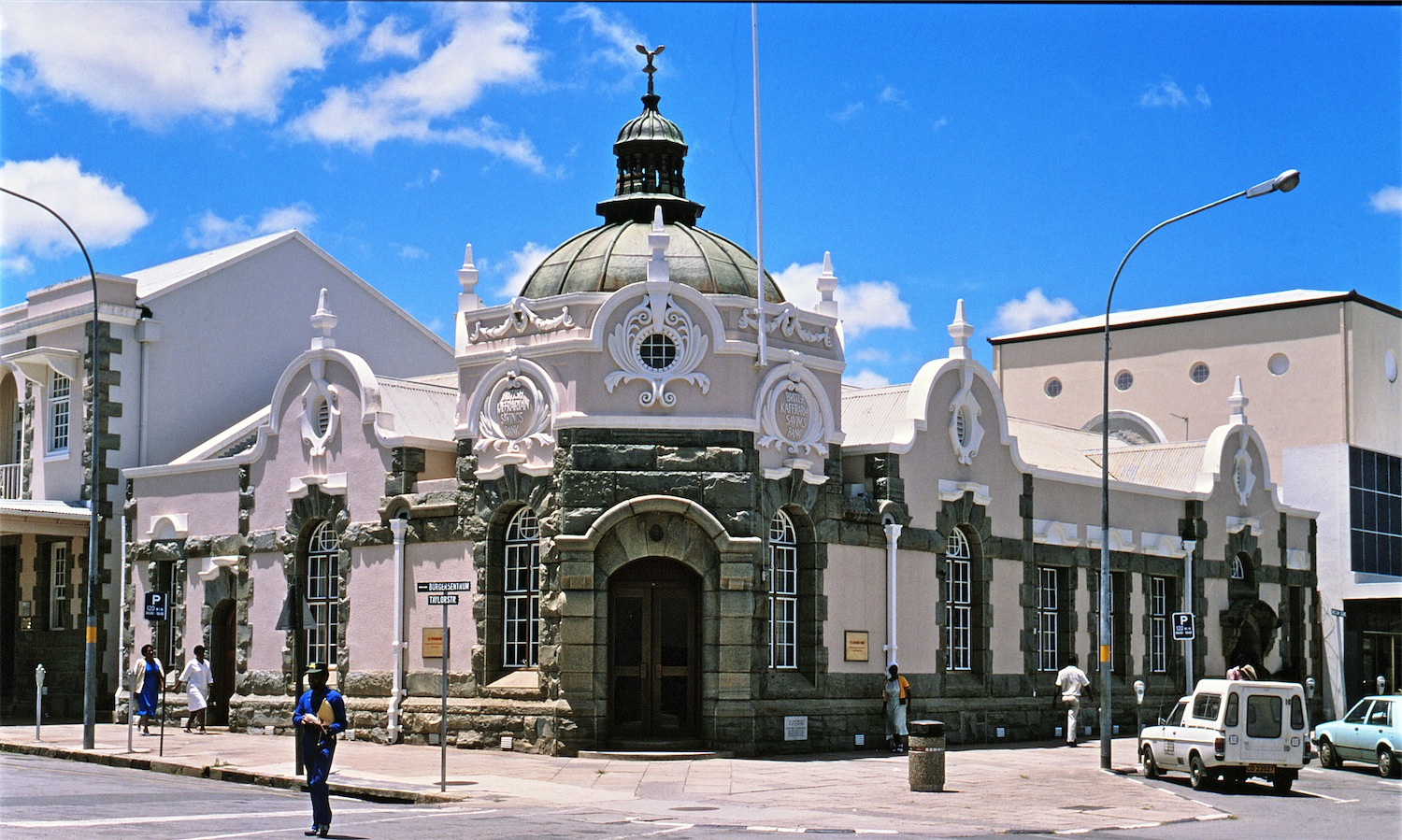
L'ancienne British Kaffrarian Bank (1908)

Simple mission en 1826, la ville fut fondée par sir Benjamin D'Urban en mai 1835 durant une des guerres cafres contre les tribus Xhosas. Elle fut baptisée en hommage au roi Guillaume IV (William IV). 
Capitale de la nouvelle et éphémère province de la Reine-Adélaide, abandonnée en 1836 puis réoccupée en 1846, King William's Town fut la capitale du territoire indigène de la cafrerie britannique ("British Kaffraria") à partir de 1847 jusqu'à son incorporation dans la colonie du Cap en 1865.
En 1857, 2 000 légionnaires allemands s'installent à King William's Town et peuplent la région. La ville sera aussi le quartier général de la police montée du Cap. 
Durant les années d'apartheid, son quartier noir, Bisho, située à 8 km à l'est, devint la capitale du bantoustan indépendant du Ciskei.
Après 1994, les villes de Bisho et de King William's Town sont unifiées sous une même administration puis en 2000, intègrent, avec East London, la nouvelle municipalité de Buffalo City.
En février 2021, le nom de Qonce est validé par le gouvernement pour remplacer administrativement celui de King William's Town .

## Personnalités liées à la ville
- James Percy FitzPatrick, écrivain né à KWT
- Steve Biko, figure de la lutte anti-apartheid.
- Garry Pagel, joueur de rugby à XV sud-africain.
- John Tengo Jabavu, journaliste et militant politique sud-africain, fondateur du premier journal bantou indépendant.
- Victoria Mxenge, avocate et militante anti-apartheid.
- Makhaya Ntini, joueur de cricket sud-africain.
- Raven Klaasen, joueur sud-africain de tennis.
- Adriana Marais, scientifique sud-africaine.

## Tourisme

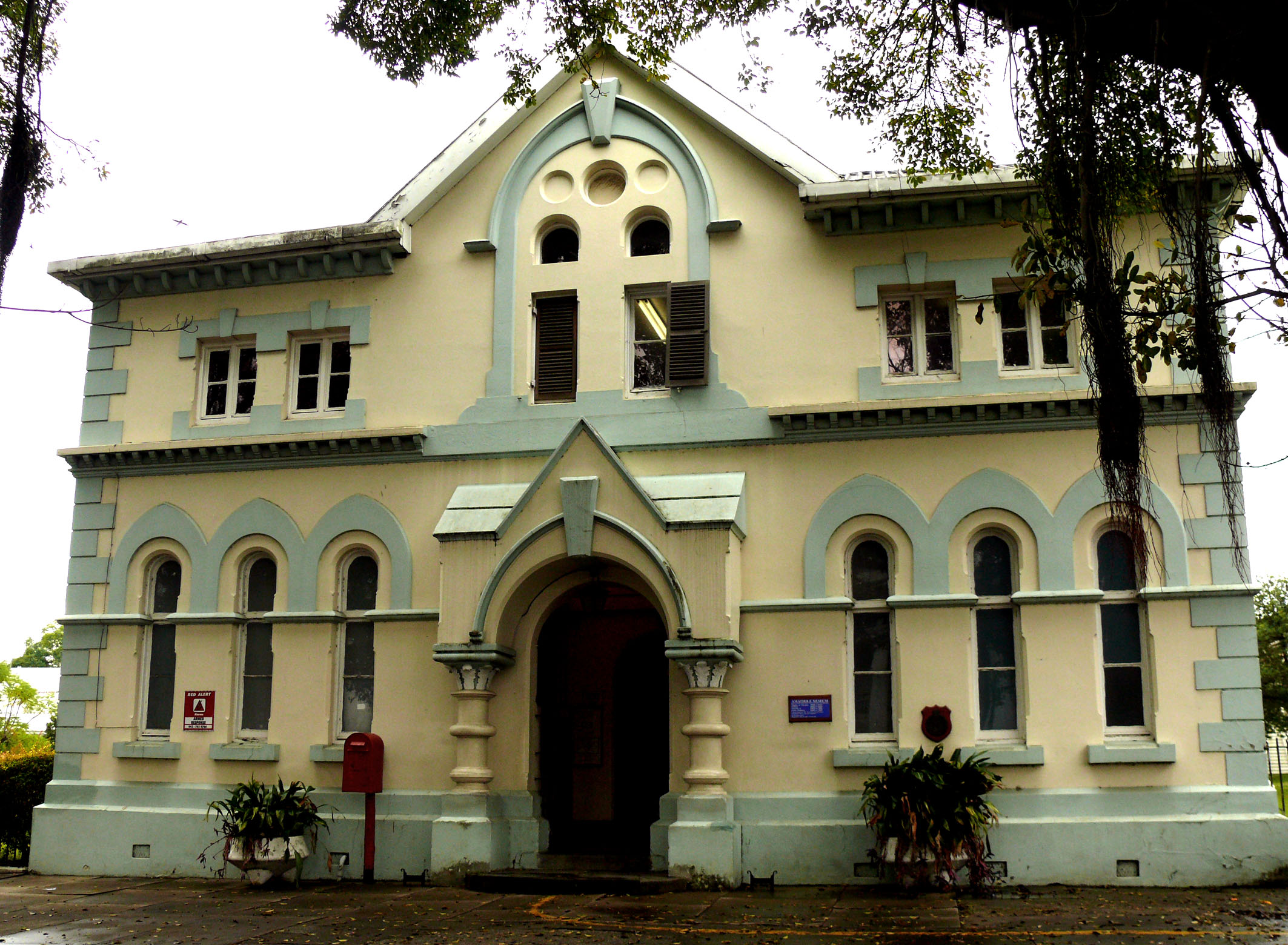
Amathole Museum

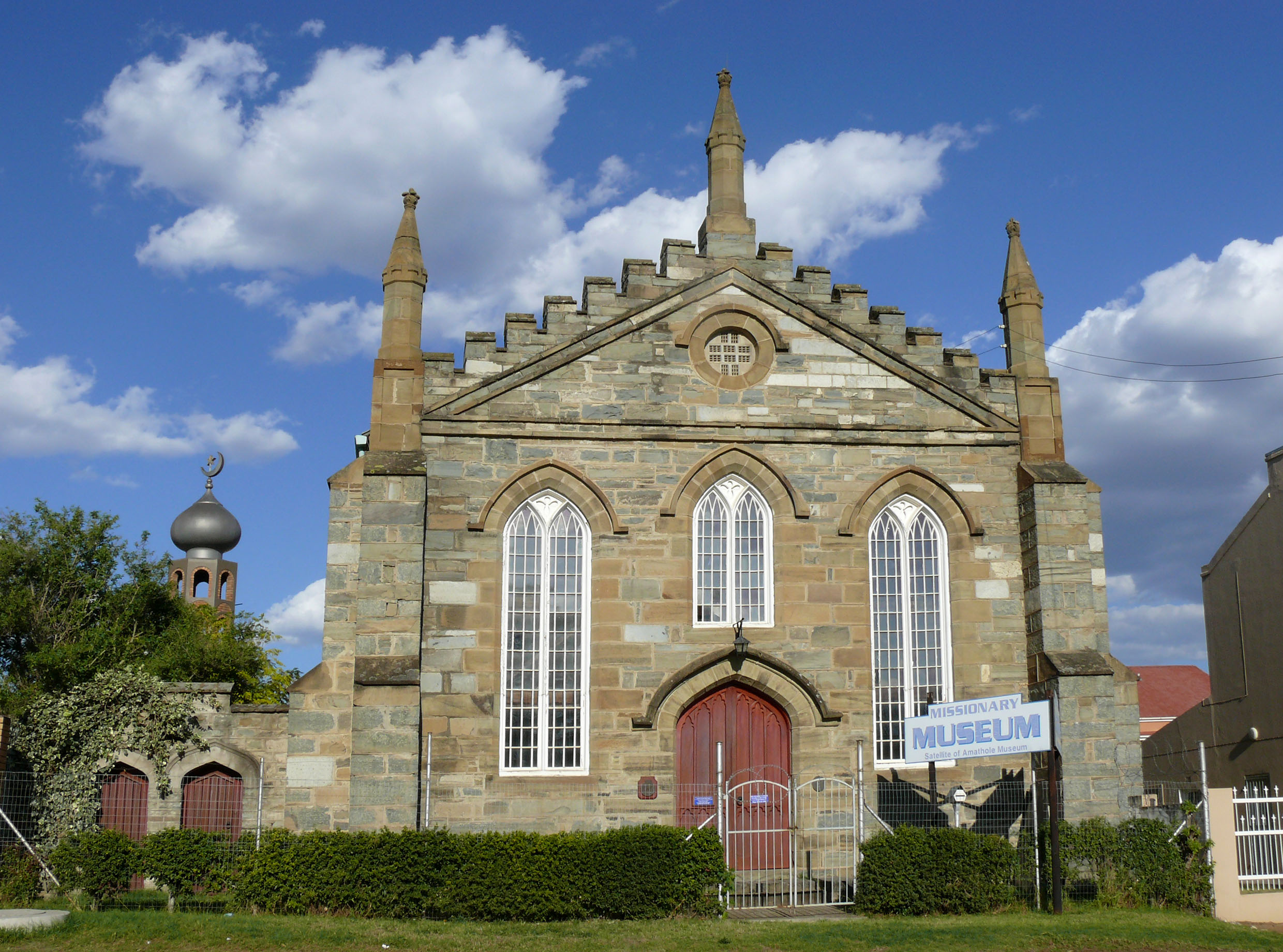
Le South African Missionary Museum (1855)

La ville est réputée pour ses vieilles maisons en pierre et présente un certain nombre d'autres monuments et de lieux intéressants: 
- le jardin botanique
- British Kaffrarian Savings Bank (Alexandra Road)
- Holy Trinity Church
- Fort Murray (1848)
- Kaffraria Museum (1884)
- Queen Victoria Memorial (1899)
- Barrages Rooikrantz & Maden
- South African Missionary Museum concernant l'histoire des missions chrétiennes
- La tombe de Steve Biko au cimetière de Ginsberg.
- Grey Hospital (un des plus anciens bâtiments de la ville)
- Amathole Museum
- Hôtel de ville
- War Memorial
- Bisho Massacre Monument